# ローウェンスタイン・サンドラー法律事務所
ローウェンスタイン・サンドラー法律事務所（Lowenstein Sandler LLP）は米国ニュージャージー州を拠点とする法律事務所である。ニューヨーク州ニューヨーク、カリフォルニア州パトアルト、ニュージャージー州、ユタ州、ワシントンDCに支店がある。
ニューヨーク支店の所在地として掲載されている住所は、チェイス銀行の所在地と同じであり事務所のHPにはビルディングの何処に位置するのかの記載はされていない。 ニューヨーク支店は日本企業の三井不動産が米国で所有するビルディング内にあると紙面上では記載されており、2021年のリース更新と、事務所拡大による新リース契約では新契約が18か月間賃貸料金無料、更新契約が14か月間無料の契約を交わしている。
尚、ニューヨーク支店の住所として記載されているビルディングの所在地はロックフェラー・センター内のビルディングと一致する。1251 Avenue of the Americas（元々はスタンダード・オイル・ビル Standard Oil NJ Building、現在はエクソンビル Exxon Building)1986年に売却された。
カリフォルニア州のパロアルトにある支店の所在地として掲載されている住所に位置する不動産は、現在リース物件の不動産広告に掲載されている。 同様にユタ州にある支店として掲載されている住所に位置する不動産も販売物件として、広告に掲載されている。
日本では、秋篠宮文仁親王の第一女子である小室眞子の夫・小室圭(法務博士)の勤務先として知られる。

## 沿革
1961年ニュージャージ州ニューアークを拠点として創立され、そののち同州ローズランドに移転している。2008年カリフォルニア州シリコンバレーにオフィスを開設し、ベンチャーキャピタルの法務業務を拡大した。2014年、ワシントンDCにオフィスを開設している。

## ランキング
The American Lawyer の 2022年 Am Law 200 ランキングで 103位となる。 2021年の Global 200 調査で、Lowenstein Sandler は、世界で144番目に収益の高い法律事務所としてランク付けされた。